# Шевцова Лілія Федорівна
Лілія Федорівна Шевцова (нар. 7 жовтня 1949, Львів, УРСР) — російський політолог і публіцистка, фахівець з проблем поведінки російської політичної еліти, дослідниця путінського режиму. Старший науковий співробітник Інституту Брукінгса, раніш — провідний науковий співробітник Фонду Карнеґі за міжнародний мир. Доктор історичних наук, професор політології.

## Освіта
Закінчила Московський державний університет міжнародних відносин.

## Кар'єра
- Працювала заступницею директора Інституту міжнародних економічних і політичних досліджень Російської академії наук.
- Викладала в університеті Берклі (Каліфорнія), Корнельськом університеті (Ітака, Нью-Йорк), Джорджтаунському університеті (Вашингтон).
- 1994—1995 — дослідниця Міжнародного дослідницького центру Вудро Вільсона (Вашингтон).
- З 1995 року — провідна дослідниця Фонду Карнеґі за міжнародний мир, Вашингтон-Москва.

У серпні 2011 року в ефірі ток-шоу «Велика політика» заявила, що думає про зміну російського громадянства на українське.

## Наукова діяльність
- Член Російської асоціації політичних наук,
- Член Виконавчої Ради Міжнародної Асоціації «Жінки за міжнародну безпеку».
- Член Ради з суспільних наук (Вашингтон),
- член правління Міжнародної ради з питань вивчення Центральної та Східної Європи,
- член правління Інституту гуманітарних наук при Університеті Бостона.

Член редакційних рад журналів «American Interest», «Journal of Democracy», «Мегаполіс», «Поліс», «Демократизація», «Журнал Демократії», «Pro et Contra».

## Публікації
Її книги англійською мовою:
- «Російський гібридний режим»,
- «Від єльцинського заходу до путінського піднесення: еволюція виборної монархії»,
- «Дилеми посткомуністичного суспільства»,
- «Російські вибори: вороття немає» (написана в співавторстві).

Авторка книжок
- «Єльцинська Росія: міфи та реальність»,
- «Путінська Росія»,
- «Самотня держава. Чому Росія не стала Заходом і чому Росії складно із Заходом».

Авторка низки публіцистичних статей, експерт газети «День». Їй належить авторство крилатого вислову «Путін буде назавжди».